# NGC 425
NGC 425 est une galaxie spirale située dans la constellation d'Andromède. NGC 425 a été découverte par l'astronome américain Truman Safford en 1866.

## Caractéristiques
Sa vitesse par rapport au fond diffus cosmologique est de 6 119 ± 20 km/s, ce qui correspond à une distance de Hubble de 90,2 ± 6,3 Mpc (∼294 millions d'al).
NGC 425 présente une large raie HI.